# Gare de Longueville
Gare de Longueville vasútállomás Franciaországban, Longueville településen.

## Vasútvonalak
Az állomást az alábbi vasútvonalak érintik:
- Párizs–Mulhouse-vasútvonal
- Longueville–Esternay-vasútvonal

## Kapcsolódó állomások
A vasútállomáshoz az alábbi állomások vannak a legközelebb:
- Gare de Nangis (Paris Gare de l’Est, ligne P)
- Gare de Sainte-Colombe - Septveilles (gare de Provins, ligne P)
- Gare de Nogent-sur-Seine